# Palm Springs
Palm Springs es una ciudad en el condado de Riverside, en el Valle Coachella, aproximadamente a 110 millas (177 km) al este de Los Ángeles y a 140 millas (225 km) al noreste de San Diego, conocida por ser un centro de residencia y ocio. Según el censo del año 2000, la población de la ciudad era de 42 807 habitantes. Palm Springs posee algunos de los campos de golf más famosos del mundo. Natación, tenis, equitación, senderismo o cicloturismo son algunas de las actividades que se practican con profusión, disfrutando a la vez de sus paisajes y su clima privilegiados. Palm Springs es una de las nueve ciudades adyacentes que conforman el Valle Coachella (Palm Springs Area). 
Conocido como "Playground of the Stars" ("patio de las estrellas"), Palm Springs es una ciudad pequeña con la herencia, los servicios y la historia de una cosmopolita gran ciudad. Palm Springs se asienta  al pie de uno de los picos más majestuosos de las montañas de la California meridional, el pico San Jacinto, 10 834 pies (3 300 m), cuyo flanco este se sitúa hacia el centro de la ciudad. No es inusual nadar con una temperatura de 80 grados Fahrenheit (27 °C), mientras que mirando hacia arriba se ve la nieve que cubre su cima.

## Geografía
De acuerdo con el United States Census Bureau, la ciudad tiene un área total de 246,3 km² (95,1 mi²).  244,1 km² (94.2 mi²) de estos son tierra 2,2 km² (0.8 mi²) y el (0,88%) es agua.
Palm Springs se encuentra abrigada por las montañas pequeño San Bernardino al norte, las montañas Santa Rosa al sur, y las montañas San Jacinto al oeste. Esta geografía da a Palm Springs su famoso clima cálido, y seco, con 354 días de sol y menos de 6 pulgadas de lluvia de precipitación anual. Con temperaturas generalmente, muy altas en el verano que sin embargo son soportables por la sequedad del calor del desierto. Las tardes y las noches del verano son muy agradables.
Temperaturas medias estacionales:

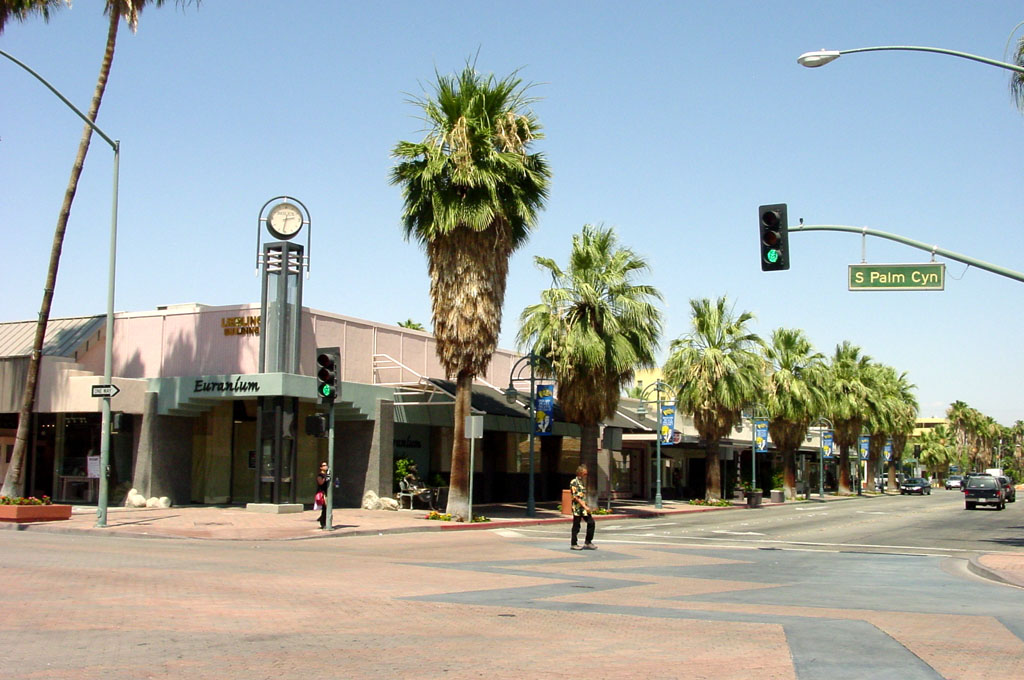
El centro de la ciudad de Palm Springs.

- Enero: Temperatura máxima de día 22.2 °C, con bajada por la madrugada a 4.4 °C
- Abril: Temperatura máxima de día 30.5 °C, con bajada por la madrugada a 11.1 °C
- Julio: Temperatura máxima de día 42.2 °C, con bajada por la madrugada a 22.8 °C
- Octubre: Temperatura máxima de día 32.8 °C, con bajada por la madrugada a 13.9 °C

| Parámetros climáticos promedio de Palm Springs, California (1981–2010) | Parámetros climáticos promedio de Palm Springs, California (1981–2010) | Parámetros climáticos promedio de Palm Springs, California (1981–2010) | Parámetros climáticos promedio de Palm Springs, California (1981–2010) | Parámetros climáticos promedio de Palm Springs, California (1981–2010) | Parámetros climáticos promedio de Palm Springs, California (1981–2010) | Parámetros climáticos promedio de Palm Springs, California (1981–2010) | Parámetros climáticos promedio de Palm Springs, California (1981–2010) | Parámetros climáticos promedio de Palm Springs, California (1981–2010) | Parámetros climáticos promedio de Palm Springs, California (1981–2010) | Parámetros climáticos promedio de Palm Springs, California (1981–2010) | Parámetros climáticos promedio de Palm Springs, California (1981–2010) | Parámetros climáticos promedio de Palm Springs, California (1981–2010) | Parámetros climáticos promedio de Palm Springs, California (1981–2010) |
| Mes                                                                    | Ene.                                                                   | Feb.                                                                   | Mar.                                                                   | Abr.                                                                   | May.                                                                   | Jun.                                                                   | Jul.                                                                   | Ago.                                                                   | Sep.                                                                   | Oct.                                                                   | Nov.                                                                   | Dic.                                                                   | Anual                                                                  |
| ---------------------------------------------------------------------- | ---------------------------------------------------------------------- | ---------------------------------------------------------------------- | ---------------------------------------------------------------------- | ---------------------------------------------------------------------- | ---------------------------------------------------------------------- | ---------------------------------------------------------------------- | ---------------------------------------------------------------------- | ---------------------------------------------------------------------- | ---------------------------------------------------------------------- | ---------------------------------------------------------------------- | ---------------------------------------------------------------------- | ---------------------------------------------------------------------- | ---------------------------------------------------------------------- |
| Temp. máx. abs. (°C)                                                   | 35                                                                     | 37.2                                                                   | 40                                                                     | 44.4                                                                   | 46.7                                                                   | 50                                                                     | 50.6                                                                   | 50.6                                                                   | 49.4                                                                   | 46.7                                                                   | 38.9                                                                   | 33.9                                                                   | 50.6                                                                   |
| Temp. máx. media (°C)                                                  | 21.6                                                                   | 23.3                                                                   | 26.9                                                                   | 30.9                                                                   | 35.4                                                                   | 39.8                                                                   | 42.3                                                                   | 41.8                                                                   | 38.8                                                                   | 32.9                                                                   | 25.8                                                                   | 20.7                                                                   | 31.7                                                                   |
| Temp. mín. media (°C)                                                  | 7.4                                                                    | 8.9                                                                    | 11.2                                                                   | 14.1                                                                   | 17.9                                                                   | 21.6                                                                   | 25.3                                                                   | 25.3                                                                   | 22.2                                                                   | 16.8                                                                   | 10.9                                                                   | 6.7                                                                    | 15.7                                                                   |
| Temp. mín. abs. (°C)                                                   | -7.2                                                                   | -4.4                                                                   | -1.7                                                                   | 1.1                                                                    | 2.2                                                                    | 6.7                                                                    | 12.2                                                                   | 11.1                                                                   | 7.8                                                                    | -1.1                                                                   | -5                                                                     | -5                                                                     | -7.2                                                                   |
| Precipitación total (mm)                                               | 29.2                                                                   | 28.2                                                                   | 13.5                                                                   | 1.5                                                                    | 0.5                                                                    | 0.5                                                                    | 3.3                                                                    | 7.4                                                                    | 5.8                                                                    | 6.1                                                                    | 8.1                                                                    | 22.1                                                                   | 126.2                                                                  |
| Días de precipitaciones (≥ 0.01 in)                                    | 3.1                                                                    | 3.2                                                                    | 1.6                                                                    | 0.6                                                                    | 0.2                                                                    | 0                                                                      | 0.6                                                                    | 0.9                                                                    | 0.8                                                                    | 0.7                                                                    | 0.8                                                                    | 1.9                                                                    | 14.4                                                                   |
| Fuente: NOAA (extremes 1917–present)                                   |                                                                        |                                                                        |                                                                        |                                                                        |                                                                        |                                                                        |                                                                        |                                                                        |                                                                        |                                                                        |                                                                        |                                                                        |                                                                        |

## Monumentos y lugares de interés
- Jardín Botánico Moorten y Cactarium
- The Fabulous Palm Springs Follies
- Palm Springs Aerial Tramway

## Nativos notables
Personajes ilustres que nacieron o residen en la zona de Palm Springs:
- Daniel Johnston, cantante y dibujante
- Suzanne Somers, actriz de TV
- Vanessa Marcil, actriz de TV/cine
- Alison Lohman, actriz
- Alice Marble, jugadora de tenis
- Josh Homme, músico
- Bob Hope, actor
- George Hamilton, actor
- Liberace, pianista
- Sonny Bono, cantante, actor y político (alcalde de Palm Springs)
- Bridgit Mendler, cantante, actriz y modelo.
- Mia Malkova, actriz pornográfica

- La serie dramática de TV del año 1990 P.S. I Love You se situaba en Palm Springs.
- La película Phenom del año 1990 se ubicaba en Rancho Mirage, Palm Springs.